# Petit Saint Vincent
Petit Saint Vincent è un'isola del Mar dei Caraibi, la più meridionale delle isole dell'arcipelago delle Grenadine sotto la sovranità territoriale di Saint Vincent e Grenadine.

## Descrizione
Costituita solamente da un rilievo con due piccole colline, Petit Saint Vincent vanta incantevoli spiagge coralline sulla costa sottovento, nonché una grande barriera corallina nella parte sopravento dell'isola. Le acque cristalline e le abbondanti varietà di pesci ne fanno tra i luoghi più caratteristici delle Grenadine. L'isola fu comprata nel 1966 da Haze Richardson, che costruì un resort di lusso ancora oggi esistente.